# Roger Fradet
Pour les personnes ayant le même patronyme, voir Fradet.
Roger Maurice Auguste Fradet, né le 25 juin 1926 à Saint-Prest (Eure-et-Loir) et mort le 6 septembre 1978 à Montréal (Canada), est un cascadeur, acteur, sculpteur et peintre français.

## Filmographie
- 1958 : Bal de nuit de Maurice Cloche : Roméo
- 1959 : Touchez pas aux blondes de Maurice Cloche
- 1960 : Le Bouclier, court-métrage de Georges Franju : Morin
- 1961 : Carillons sans joie de Charles Brabant
- 1962 : It Happened in Athens d'Andrew Marton : Dubois
- 1962 : Les Femmes d'abord de Raoul André : un tueur
- 1963 : Judex de Georges Franju : Léon
- 1963 : La Porteuse de pain de Maurice Cloche
- 1964 : Thomas l'imposteur de Georges Franju
- 1964 : L'Amour à la chaîne de Claude de Givray : Doudou
- 1964 : Les Deux Orphelines de Riccardo Freda : Lafleur
- 1966 : Roger La Honte  (Trappola per l'assassino) de Riccardo Freda : le domestique de Farney
- 1966 : Le Deuxième Souffle de Jean-Pierre Melville
- 1966 : Le Soleil des voyous de Jean Delannoy : un faux éboueur
- 1967 : Le Samouraï de Jean-Pierre Melville : un inspecteur
- 1970 : Le Cercle rouge de Jean-Pierre Melville : un policier
- 1971 : Un flic de Jean-Pierre Melville : le guichetier de la BNP